# Рагхава Пандит
Ра́гхава Па́ндит (IAST: Rāghava Paṇḍita) — кришнаитский святой, живший в конце XV — первой половине XVI века.
Родом из Панихати, Рагхава Пандит был одним из старших сподвижников Чайтаньи. Он получил известность за то, что каждый год приносил Чайтанье из Бенгалии в Пури большие мешки с изысканными яствами.